# Jordangraben

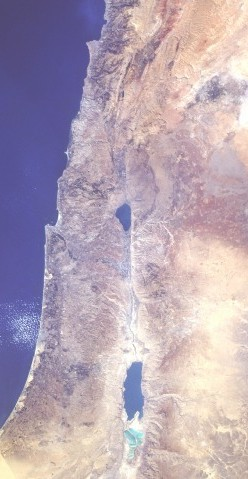
Satellitenbild des Jordangrabens mit See Genezareth und Totem Meer

Der Jordangraben (arabisch غور الأردن, DMG Ġaur al-Urdunn; hebräisch בִּקְעַת הַיַּרְדֵּן Biqʿat haJarden, deutsch ‚Jordansenke‘; auch Jordantal) ist der in Nord-Süd-Richtung verlaufende Riss in der Erdkruste, in dem der Jordan fließt.

## Geografie
Der Jordangraben gilt allgemein als Teil des Großen Afrikanischen Grabenbruchs, der sich im Ostafrikanischen Graben fortsetzt. Eine andere Theorie benennt ihn als Transformstörung am Toten Meer oder englisch Dead Sea Transform, kurz DST. Dort reibt seit schätzungsweise 18 Millionen Jahren die Arabische Platte an der Afrikanischen Platte entlang. Die DST erstreckt sich über mehr als 1.000 km vom Golf von Akaba im Roten Meer bis an das Taurusgebirge. Die Geschwindigkeit der Bewegung beträgt durchschnittlich 4 mm pro Jahr. Ihr Antrieb ist der Grabenbruch im Roten Meer.
Die Oberfläche des Toten Meeres liegt 420 m unter dem Meeresspiegel. Der Grund des Toten Meeres reicht bis 794 m unter den Meeresspiegel und besteht aus Sedimentablagerungen. Diese Tiefen sind wider Erwarten nicht durch Absinken des Erdbodens oder Weitung quer zum Riss entstanden, sondern durch dessen Sprünge zur Seite und die weitere Bewegung in Längsrichtung.
Nach dem südlichen Teil des Toten Meers setzt sich der Große Afrikanische Grabenbruch in der Aravasenke in Richtung des Roten Meeres fort. Die Aravasenke liegt deutlich höher als das Tote Meer und verhindert einen Abfluss nach Süden oder einen Zufluss aus dieser Richtung.

## Seismische Historie
Die seismische Aktivität dieser Region gilt als die erdbebengeschichtlich am weitesten zurückreichend dokumentierte. Insgesamt rund 30 Beben mit nennenswerten Schäden sind für die letzten rund 2200 Jahre mit Datum bekannt. Mit dem bekannten Schriftwerk wird insgesamt eine Zeitspanne von ca. 4000 Jahren abgedeckt. Sowohl das Alte Testament in der Bibel wie auch römische Quellen fixieren dabei verschiedenste Beobachtungen, die weitgehend mit dem vergleichbar sind, was in neuerer Zeit registriert werden konnte. Darüber hinausgehende geologische Forschungen lieferten klare Belege für einen erweiterten Zeitraum von rund 10.000 Jahren.
Die aufgetretenen Verwerfungen produzierten dabei immer wieder Erdrutsche, die den Jordan für kurze Zeit – etwa 1–2 Tage – aufhielten. Für die letzten 1000 Jahre sind sechs solcher Ereignisse mit Datum dokumentiert sowie mindestens ein weiteres solches Ereignis in biblischer Zeit. Speziell mit dem Beben im Jahr 1546 kam es nicht nur zu einer Verschüttung des Jordans, sondern auch zu einer Springflut (Tsunami) im Bereich des Roten Meers. Bei anderen Beben wurden selbst starke Festungsmauern umgeworfen (Jericho, Massada) oder wichtige Zisternen zerstört, so dass die betroffenen Städte teils jahrzehntelang verlassen werden mussten. Die Verschiebungen in der Erdkruste führten andernorts weiterhin dazu, dass spontan Grundwasser führende Schichten an die Oberfläche kamen und dadurch zumindest zeitweilig neue Quellen entstanden.
Als zentrales Ereignis der Neuzeit gilt bislang das Erdbeben von 1927, bei dem sich die westliche Platte nach Süden und die östliche Platte nach Norden innerhalb kürzester Zeit um rund 50 cm gegeneinander verschoben haben. Dies gleicht zweifelsohne den ältesten Berichten aus der Region.